# 스칼로피네

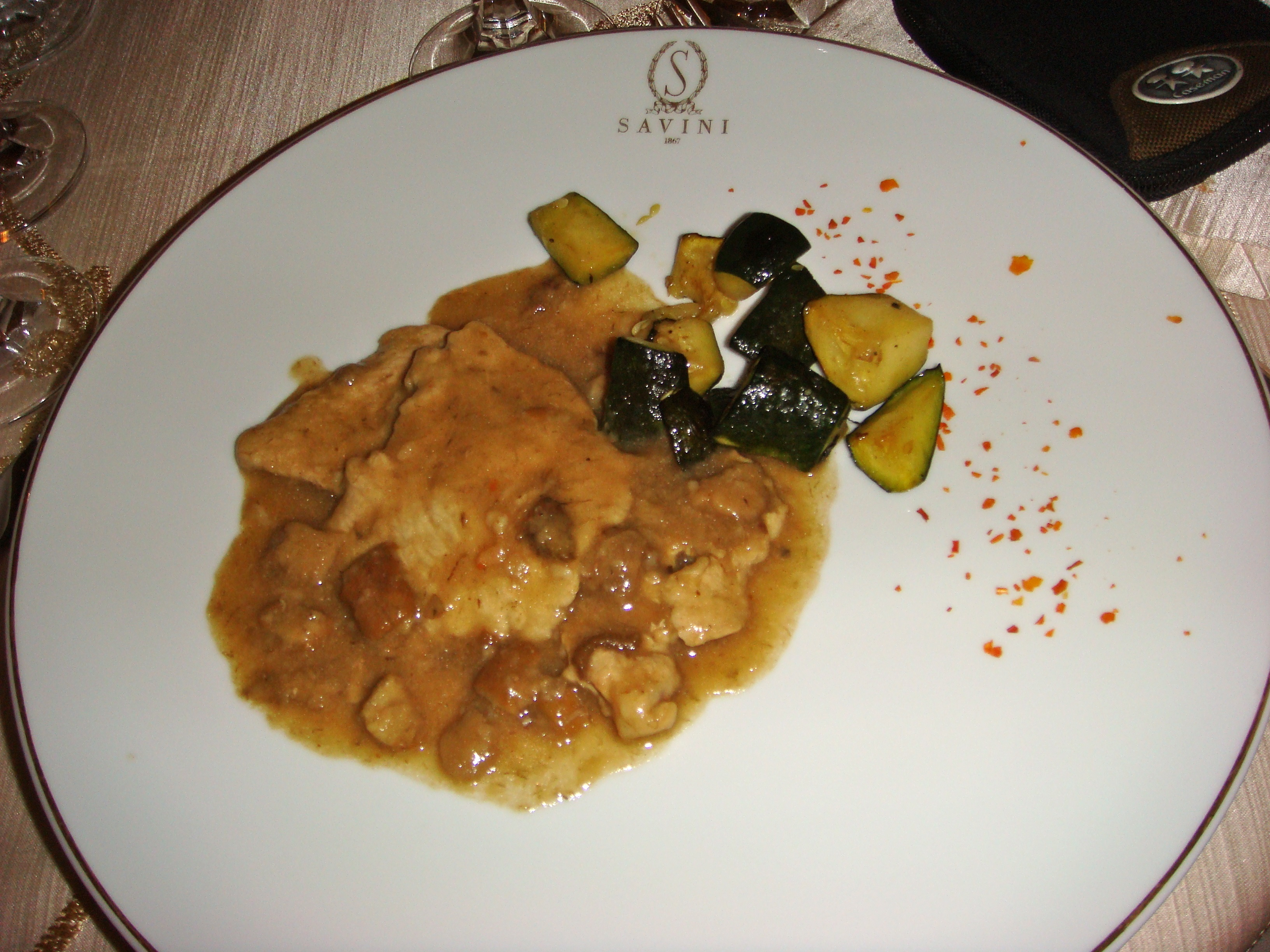
송아지고기를 사용한 스칼로핀

스칼로피네(Scaloppine)는 이탈리아 요리의 일종으로 보통 송아지고기나 닭고기로 만든다. 밀가루를 뿌린 다음에 소테 방식으로 강한 불에 재빨리 조리하고 그 위에 토마토나 포도주를 얹는 것이다. 이때 소스는 케이퍼나 레몬을 첨가하기도 한다.

## 같이 보기
- 롤라티니
- 살팀보카